# William Ferrari
William Ferrari (21 de abril de 1901 — 10 de setembro de 1962) é um diretor de arte estadunidense. Venceu o Oscar de melhor direção de arte na edição de 1945 por Gaslight, ao lado de Cedric Gibbons, Paul Huldschinsky e Edwin B. Willis.